# Чижовско језеро
Чижовско језеро (рус. Чижовское водохранилище; блр. Чыжоўскае вадасховішча) вештачко је језеро саграђено на реци Свислачу (притоци Березине) у југоисточном делу града Минска у Белорусији. Припада сливу реке Дњепар и Црног мора и део је Вилејско-минског хидросистема.
Испуњено је водом 1949. године, обухвата површину од 1,63 км² и има максималну дубину до 4,7 метара. Из језера се техничком водом снабдевају погони Минске термоелектране 3 и још 16 индустријских постројења. Године 2010. спроведена је акција чишћења језера и са радом је почела мала хидроелектрана са два хидроагрегата укупног капацитета 260-320 киловат часова електричне енергије.
Језеро је познато по рекреативном риболову.